# Vicente López y Planes
Vicente López y Planes (ur. 1785, zm. 1856) – argentyński polityk, prezydent Argentyny w latach 1827–1833, twórca argentyńskiego hymnu narodowego.